# Queda em idosos

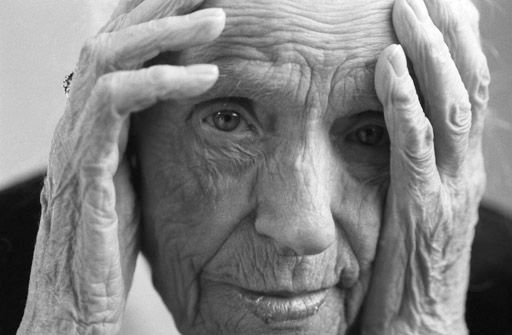

A queda em idosos é um problema de saúde pública relevante, associado a consequências físicas, psicológicas e sociais significativas. Este fenômeno é caracterizado pela perda involuntária de estabilidade postural, resultando em impactos contra o solo ou outros objetos, e é influenciado por múltiplos fatores, incluindo o envelhecimento fisiológico, alterações audiológicase distúrbios de equilíbrio.

## Fatores Fisiológicos do Envelhecimento
O envelhecimento é um processo biológico natural que afeta todos os sistemas do corpo humano. Ele é caracterizado por alterações fisiológicas progressivas que resultam na redução da capacidade funcional e no aumento da suscetibilidade a doenças. Os fatores fisiológicos do envelhecimento estão relacionados a mudanças celulares, metabólicas e estruturais que ocorrem em diferentes níveis do organismo.
- Redução da força muscular: especialmente nos membros inferiores, comprometendo a capacidade de suportar o peso corporal e de responder a desequilíbrios posturais;
- Declínio na densidade óssea: aumentando o risco de fraturas em casos de quedas, uma condição frequentemente associada à osteoporose;
- Diminuição na acuidade sensorial: incluindo alterações na visão, tato e propriocepção, que afetam a percepção do ambiente e a manutenção da estabilidade;
- Alterações cardiovasculares: O endurecimento das artérias, redução da elasticidade dos vasos sanguíneos e declínio da capacidade de bombeamento do coração são comuns com o envelhecimento;
- Declínio do sistema imunológico: A imunossenescência é marcada pela redução da eficiência do sistema imunológico, aumentando a suscetibilidade a infecções, doenças autoimunes e câncer.

### Alterações metabólicas
- Diminuição da função mitocondrial: As mitocôndrias, responsáveis pela produção de energia celular, tornam-se menos eficientes, levando a um aumento no estresse oxidativo e na produção de radicais livres.
- Alteração nos sistemas hormonais: Há declínios nos níveis de hormônios como o estrogênio, testosterona, hormônio do crescimento e melatonina, o que afeta processos como metabolismo, regeneração celular e regulação do sono.
- Resistência à insulina: O envelhecimento está associado a alterações no metabolismo da glicose, aumentando o risco de diabetes tipo 2 e doenças metabólicas.

## Questões Audiológicas e de Equilíbrio
A relação entre audição e equilíbrio está intimamente ligada ao funcionamento do sistema vestibular, localizado no ouvido interno. Alterações nesse sistema podem resultar em condições como vertigem e desequilíbrios posturais, aumentando o risco de quedas. Além disso:
- Perda auditiva: Está associada à maior probabilidade de quedas, devido ao comprometimento da atenção e à redução da percepção espacial;[2]
- Distúrbios vestibulares: como labirintite e outras disfunções do ouvido interno, afetam diretamente o controle postural e a orientação espacial;[3]
- O envelhecimento também reduz a capacidade do sistema vestibular de compensar movimentos abruptos, dificultando a manutenção da postura em situações de risco.[4]

## Impacto da perda auditiva nas quedas em idosos
A perda auditiva é uma condição prevalente em idosos, afetando significativamente sua qualidade de vida e aumentando os riscos de quedas. Estudos indicam que a perda auditiva está associada a um aumento na probabilidade de quedas em idosos devido a fatores como dificuldades de equilíbrio, redução da percepção espacial e isolamento social.  

### Relação entre perda auditiva e equilíbrio
O sistema auditivo desempenha um papel crucial na manutenção do equilíbrio, trabalhando em conjunto com o sistema vestibular e os sentidos visuais e táteis. A perda auditiva pode prejudicar a percepção de pistas sonoras no ambiente, como o eco e os sons ao redor, que ajudam a orientar o corpo no espaço. Isso compromete a estabilidade postural, especialmente em condições de baixa iluminação ou em terrenos irregulares.  
- A sobrecarga cognitiva  
  - A perda auditiva pode levar a uma sobrecarga cognitiva, já que o cérebro precisa dedicar mais recursos à compreensão de sons e da fala. Essa demanda cognitiva pode reduzir a atenção dedicada ao controle do equilíbrio, aumentando o risco de tropeços e quedas.

- Isolamento social e saúde mental  
  - Idosos com perda auditiva frequentemente enfrentam isolamento social e dificuldades de comunicação, fatores que podem levar à depressão e à redução da atividade física. Esses fatores contribuem indiretamente para o aumento do risco de quedas, uma vez que a inatividade física enfraquece os músculos e reduz a coordenação motora.

## Prevalência e gravidade
Estudos epidemiológicos mostram que o risco de quedas aumenta significativamente com o grau de perda auditiva. Uma pesquisa conduzida pelo Johns Hopkins University, por exemplo, revelou que indivíduos com perda auditiva moderada têm até três vezes mais chances de cair em comparação aos que possuem audição normal.  

## Prevenção e intervenções
Intervenções como o uso de aparelhos auditivos, fisioterapia e programas de reabilitação auditiva podem ajudar a reduzir o risco de quedas. Além disso, avaliações regulares do equilíbrio e do estado auditivo são recomendadas como parte do cuidado integral do idoso.